# Frédéric Lemoine
Frédéric Lemoine (nascido a 27 de junho de 1965) é um empresário francês. Foi CEO do Grupo Wendel de abril de 2009 a dezembro de 2017. Anteriormente, foi membro do conselho fiscal da Wendel desde junho de 2008. É também membro do conselho de administração da Saint-Gobain. É membro do Conselho Fiscal do INSEAD desde janeiro de 2011.

## Vida
Frédéric Lemoine nasceu a 27 de junho de 1965. Formou-se na HEC Paris (1986) e no Instituto de Estudos Políticos de Paris (IEP). É licenciado em Direito e estudou na Escola Nacional de Administração (ENA). É Cavaleiro da Ordem Nacional do Mérito e Cavaleiro da Legião de Honra.

## Experiência profissional
De fevereiro de 2005 a 15 de março de 2012, foi membro pessoal do conselho de administração da seguradora Groupama. Foi depois Presidente do Conselho Fiscal da Areva até abril de 2009. De outubro de 2004 a maio de 2008 foi Consultor Sénior da McKinsey. Exerceu depois o cargo de Secretário-Geral Adjunto sob a presidência de Jacques Chirac até Junho de 2004, sendo o principal responsável pelas questões económicas e financeiras. Entre 1998 e 2002, foi primeiro vice-diretor e diretor financeiro do Grupo Capgemini e depois vice-diretor administrativo responsável pelas finanças na Capgemini Ernst & Young. Entre 1995 e 1997 foi vice-chefe de gabinete do Ministro francês do Trabalho e dos Assuntos Sociais, Jacques Barrot, e responsável pela coordenação da segurança social e da reforma hospitalar, bem como adjunto do Secretário de Estado da Saúde e da Segurança Social, Hervé Gaymard. Entre 1992 e 1993 dirigiu o Institut du Cœur na cidade de Ho Chi Minh, no Vietname, durante um ano. Foi Secretário-Geral da Fundação Alain Carpentier, que apoiou este hospital, de 2004 a maio de 2011.